# Studnice (Pardubice)
Studnice é uma comuna checa localizada na região de Pardubice, distrito de Chrudim.